# كامو (سياسي)
سيمون أرشاكي تير-بيتروسيان (بالأرمنية: Սիմոն Արշակի Տեր-Պետրոսյան، بالجورجية: სიმონ არშაკის ძე ტერ-პეტროსიანი، بالروسية: Симон Аршакович Тер-Петросян) والمشهور باسم كامو، (ولد في 27 مايو 1882 في مدينة غوري في جورجيا، وتوفي في مدينة تبليسي في14 يوليو 1922 م)، من أوائل البلاشفة، ومن أوائل الرفقاء الثوريين للزعيم السوفياتي جوزيف ستالين.
اشتهر بتنفيذ عدة عمليات مسلحة لصالح حزب العمال الاشتراكي خلال فترة الإمبراطورية الروسية أغلبها في جورجيا، كان أهمها سرقة بنك تفليس في العام 1907، وكان له دور مركزي في تلك العملية، التي خطط لها ونفذها البلاشفة لتمويل أنشطتهم الحزبية.
تم القبض على كامو في برلين بعد فترة من سرقة بنك تفليس، ونجح في تجنب المحاكمة الجنائية بعد أن أدعى الجنون لأكثر من ثلاثة أعوام. وتمكن من الهرب من المصحة العقلية، لكن تم إلقاء القبض عليه بعد عامين، عندما كان يُخطط لعملية سرقة جديدة. وحُكم عليه بالإعدام على جرائمه، وتم فيما بعد تخفيف حكم السجن مدى الحياة، وأطُلق سراحه بعد ثورة 1917، ولم تتم مُحاكمة أي من المشاركين والمُخططين الكبار للسرقة.
عمل كامو بعد إطلاق سراحة في مكتب جمارك للاتحاد السوفيتي، توفي كامو منتصف العام 1922، بعد أن دهسته شاحنة عندما كان يقود دراجة، وقد رجح البعض أن تلك الحادثة كان ورائها ستالين الذي أمر بقتله لإبقائه صامتاً، بعد وفاتة تم تشيد نصب تذكاري له بالقرب من ميدان يريفان، لكن تم إزالة هذا النصب فيما بعد، ونقل رفاته إلى مكان آخر.